# ГЕС Bastyan
ГЕС Bastyan — гідроелектростанція у Австралії на північному заході острова Тасманія. Знаходячись між ГЕС Макінтош (вище по течії) та ГЕС Reece, входить до складу каскаду на річці Паймен, яка дренує західний схил Хребта Західного узбережжя (West Coast Range) та впадає до Великої Австралійської затоки Індійського океану.
У межах проєкту Паймен нижче від злиття її витоків Макінтош та Murchison перекрили кам'яно-накидною греблею висотою 75 метрів та довжиною 510 метрів, яка потребувала 0,57 млн м3 матеріалу. Крім того, знадобилась допоміжна земляна дамба висотою 14 метрів та довжиною 55 метрів. Разом вони утримують водосховище Rosebery з площею поверхні 7,4 км2 та об'ємом 124 млн м3.
Пригреблевий машинний зал станції обладнали однією турбіною типу Френсіс потужністю 81 МВт, які при напорі у 61 метр забезпечує виробництво 405 млн кВт·год електроенергії на рік.
Видача продукції відбувається по ЛЕП, розрахованій на роботу під напругою 220 кВ.